# Hakea denticulata
Hakea denticulata är en tvåhjärtbladig växtart som beskrevs av Robert Brown. Hakea denticulata ingår i släktet Hakea och familjen Proteaceae. Inga underarter finns listade i Catalogue of Life.